# Erwin Hein
Erwin Hein (Graz, 4 aprile 1905 – Graz, 1º gennaio 1989) è stato un alpinista, geodeta e cartografo austriaco, tra il 1922 e il 1928 fu il primo a scalare numerose vette delle Alpi austriache, nel 1929 e nel 1932 partecipò a una spedizione sulle Ande boliviane e un'altra in quelle peruviane, poi rimase in Sud America per 11 anni. Fu un pioniere della cartografia e eseguì lavori di rilevamento per una mappa delle Ande che rimane ancora oggi la migliore.

## Biografia
Erwin Hein fu un geodeta, alpinista e guida alpina dell'Alta Austria. Dal 1922 al 1928 effettuò diverse prime ascensioni sulle Alpi austriache. Le sue vie “Heinriß” sul Roßkuppenkante con Karl Schreiner e la “Hein-Schreiner-Wegänderung” nel “Pfannl-Maischberger” presso l'Hochtor sono diventate famose. 
Nel 1928 il Club Alpino Tedesco e Austriaco inviò una spedizione alpinistica sulle Ande della Bolivia sotto la guida del famoso alpinista tedesco Hans Pfann e composta da tre austriaci, Alfred Horeschowsky, lo stesso Erwin Hein e Hugo Hörtnagl; la completavano il dottor Troll di Monaco di Baviera e il dottor Ahlfeld di Marburgo. La spedizione aveva lo scopo di proseguire il lavoro di esplorazione già iniziato nella Cordillera Real anni prima sempre da alpinisti tedeschi; essa si estende dal monte Illimani al monte Illampu per una lunghezza di quasi 300 chilometri. Il loro obiettivo era la scalata della vetta principale della Cordigliera, il possente Illampu di 6 600 m, considerata a quei tempi inscalabile. Il primo tentativo fu indirizzato alla scalata del Pico del Norte di 6 300 m circa che avvenne il 20 maggio, il secondo tentativo fu sulla cresta meridionale dell'Illampu il 28 maggio, con l'attraversamento della cresta nord-occidentale il 7 giugno, il Casiri, di 6 100 m il 19 giugno, e infine il Chearoco, di 6 200 m il 25 giugno. 
Dopo l'esplorazione Erwin Hein visse prettamente in Sud America per 11 anni e realizzò lavori di rilevamento per la stesura della migliore mappa delle Ande fino a quei tempi mai realizzata.
Nel 1932 fu il componente di una squadra tedesco-austriaca nelle Ande, quando il dottor Philipp Borchers riunì una squadra di alpinisti con una spiccata sensibilità scientifica per mappare e scalare la Cordillera Blanca, la più imponente catena di montagne delle Ande peruviane. Egli con Wilhelm Bernard, Hermann Hörlin ed Erwin Schneider scalarono per la prima volta lo Huascarán Sur di 6 768 m, il 20 luglio 1932. Dal 12 al 14 agosto 1932 Erwin Hein ed Erwin Schneider scalarono il burrone del monte Parón fino a un'altezza di 5 900 metri sotto il passo delle cime occidentale e settentrionale del Nevado Huandoy. Costretti a scendere a causa delle condizioni meteorologiche e del rischio di valanghe, decisero di tentare il versante opposto. Dal burrone di Llanganuco raggiunsero la vetta principale un mese dopo tracciando il percorso per le future salite su questo versante orientale per le quattro vette più alte dell'Huandoy. Hein, insieme ad Hans Kinzl, produsse una mappa accurata e ambita della zona. 
Erwin Hein era membro della sezione alpina Reichensteiner, all'epoca nota per il suo antisemitismo. Fu autore di "La battaglia per le montagne del mondo" edita nel 1934, insieme a T. Herzog e "La Cordigliera Bianca" del 1935, insieme a P. Borchers.

## Carriera alpinistica
- 1923 Prima salita dell'Hochtor-sudovest, vetta-parete nordovest "Hein-Schreiner-Wegänderung", 2 369 m, (Alpi dell'Ennstal, Gesäuse);
- 1923 Prima salita al Manndlkogel settentrionale-spigolo settentrionale "Manndlkogelkante", IV, 300 HM, 2 251 m, (Gosaukamm, Monti del Dachstein);
- 1923 Prima salita del Manndlkogel settentrionale, 2 251 m, al Manndlkogel di mezzo, 2 268 m, (Gosaukamm, Monti del Dachstein)
- 1925 Prima salita del Großwandeck inferiore-cresta sudest, 2 367 m, (Monti del Dachstein);
- 1925 Prima salita del Großwandeck inferiore-pilastro sud, 2 367 m, (Monti del Dachstein)
- 1926 Quarta salita alla cresta nord-ovest del Roßkuppe "Rosskuppenkante", V-/A1, 500 HM, 2 157 m, (Gesäuse);
- 1926 Prima salita alla cresta nord-ovest del Roßkuppe "Rosskuppenkante-Heinriß", VI, 500 HM, 2 157 m, (Gesäuse);
- 1926 Prima salita alla cresta nord-ovest del Simonyspitze occidentale, 3 488 m, (Gruppo del Venediger);
- 1927 Prima salita alla parete nord-est del Kleinleitenspitze, 3 445 m, (Gruppo del Venediger);
- 1927 Prima salita alla parete sud del Grosse Bischofsmütze "Steiner-Hein", 2 455 m, (Monti del Dachstein);
- 1928 Prima salita alla parete nord del Roßkuppe "Variante d'ingresso, V-/A1, 2 157 m, (Gesäuse);
- 1928 Prima salita Parete Nord del Roßkuppe, V-/A1, 2 157 m, (Gesäuse);
- 1928 Prima salita all'Illampu, 6 368 m, (Cordillera Real-Ande, Bolivia);
- 1928 Salita in solitaria della cresta nord dell'Illimani, 6 438 m, (Cordillera Real, Bolivia);
- 1932 Prima salita della cima dud dell'Huascaran "Via Normale", 6 768 m, (Cordillera Huayhuash, Perù);
- 1932 Prima salita del Chopicalqui tramite la cresta sud-ovest, 6 345 m, (Cordillera Blanca, Perù);
- 1932 Prima salita del Artesonraju tramite la cresta nord e lo sperone nord-est, 6 025 m, (Cordillera Blanca, Perù);
- 1932 Prima salita del Huandoy attraverso il fianco sud, 6 395 m, (Cordillera Blanca, Perù);
- 1932 Prima salita del Copa o Qupa) attraverso il fianco ovest, 6 188 m, (Cordillera Blanca, Perù)[1].